# Yueosaurus
Yueosaurus – rodzaj niewielkiego dinozaura ptasiomiednicznego (Ornithischia), prawdopodobnie będącego bazalnym przedstawicielem grupy Ornithopoda.
Nazwa Yueosaurus pochodzi od Yue, starożytnej nazwy chińskiej prowincji Zhejiang, oraz od greckiego słowa sauros, oznaczającego "jaszczur". Żył na przełomie wczesnej i późnej kredy (alb lub cenoman) na terenach dzisiejszej Azji.
Gatunkiem typowym jest Y. tiantaiensis (epitet gatunkowy pochodzi od nazwy powiatu Tiantai, na którego terenie odkryto skamieniałości tego dinozaura), którego holotypem jest niekompletny szkielet pozaczaszkowy oznaczony ZMNH M8620 z zachowanymi sześcioma tylnymi kręgami szyjnymi, pięcioma przednimi i dwoma środkowymi kręgami grzbietowymi, dziewięcioma kręgami ogonowymi, fragmentami żeber, szewronami, prawą łopatką, niekompletną lewą kończyną przednią, niekompletną miednicą i niekompletną prawą kończyną tylną. Skamieniałości Y. tiantaiensis odkryto w osadach formacji Liangtoutang w chińskiej prowincji Zhejiang.
Od innych dinozaurów ptasiomiednicznych odróżnia go współwystępowanie szeregu charakterystycznych cech budowy szkieletu, w tym m.in. wydatnych i skierowanych nieco w dół (wentralnie) dolnych wyrostków poprzecznych (ang. parapophyses) kręgów szyjnych; wąskich, nachylonych ku tyłowi wyrostków kolczystych na kręgach ogonowych; wyraźnego wyżłobienia rozciągającego się wzdłuż wentralnej (brzusznej) krawędzi łopatki (cecha ta może być autapomorfią Y. tiantaiensis); występowania na łopatce zarówno przypory nadpanewkowej (ang. supraglenoidal buttress) jak i bruzdy nadpanewkowej (supraglenoid fossa) (autapomorfia); oraz przednio–tylne spłaszczonej dalszej nasady kości strzałkowej (podobnie jak u Agilisaurus i Notohypsilophodon), ściśle przylegającej do kości piszczelowej (jak u Agilisaurus).
Ze względu na niekompletność szkieletu okazu holotypowego Y. tiantaiensis autorzy jego opisu nie zdecydowali się przeprowadzić analizy kladystycznej dla ustalenia jego pozycji filogenetycznej. Ich zdaniem budowa kości udowej i piszczelowej tego dinozaura dowodzi jego przynależności do kladu Neornithischia. Na kości udowej Y. tiantaiensis nie ma głębokiej szczeliny oddzielającej krętarz mniejszy od większego. Upodabnia go to do niektórych bazalnych ornitopodów (m.in. Hypsilophodon, Orodromeus, Haya i Gasparinisaura), u których owa szczelina jest płytka lub w ogóle nie występuje; różni go to natomiast od bazalnych dinozaurów ptasiomiednicznych takich jak Abrictosaurus, Eocursor i Lesothosaurus oraz bazalnych przedstawicieli Neornithischia takich jak Agilisaurus czy Hexinlusaurus, u których owa szczelina jest wyraźna i głęboka. Także budową paliczków Y. tiantaiensis bardziej przypomina Hypsilophodon niż bazalne dinozaury ptasiomiedniczne oraz bazalnych przedstawicieli Neornithischia. Yueosaurus różni się od marginocefali stosunkowo krótkim i szerokim trzonem łopatki (ang. scapular shaft) oraz długim i prostym tylnym wyrostkiem kości łonowej (ang. post-pubic process) w kształcie drąga.
Ponieważ zdaniem autorów jego opisu Yueosaurus nie był bazalnym przedstawicielem Neornithischia ani marginocefalem, zaliczyli go oni do ornitopodów. Ich zdaniem jest on bazalnym przedstawicielem tej grupy, na co wskazuje m.in. kształt końców: bliższego i dalszego łopatki, wspomniany już kształt tylnego wyrostka kości łonowej, wąska i lekko zgięta ku przodowi kość udowa oraz kształt paliczków. Jednak według autorów w oparciu o znane skamieniałości tego dinozaura nie można na razie ustalić jego dokładnej pozycji filogenetycznej w obrębie Ornithopoda. Yueosaurus jest pierwszym bazalnym ornitopodem, którego skamieniałości odkryto w południowowschodnich Chinach.
W kręgach grzbietowych okazu holotypowego Y. tiantaiensis nie nastąpiło jeszcze całkowite zasklepienie szwów między trzonem kręgu a łukiem kręgu, co sugeruje, że nie był to osobnik dojrzały. Wydłużona kość piszczelowa i kości stopy oraz fakt, że kości jego kończyn były puste w środku sugeruje, że Yueosaurus był przystosowany do szybkiego biegu.